# Driveclub
Driveclub (estilizado como DRIVECLUB) es un videojuego de carreras desarrollado por Evolution Studios y publicado por Sony Computer Entertainment, en exclusiva para la consola PlayStation 4. Driveclub fue anunciado oficialmente durante la conferencia de prensa de PlayStation el 20 de febrero de 2013. El juego fue lanzado en octubre de 2014.

## Desarrollo
El 18 de octubre de 2013, Sony Computer Entertainment anunció que Driveclub se retrasaría hasta principios de 2014. El jefe de Sony Worldwide Studios, Shuhei Yoshida, declaró: "Driveclub será un juego de carreras verdaderamente innovador y conectado socialmente, pero el equipo necesita más tiempo para cumplir con su visión, y estoy completamente seguro de que el juego superará sus expectativas".
En de marzo de 2014, el jefe de Desarrollo de Productos de Software de PlayStation, Scott Rohde, mencionó que el título había enfrentado más retrasos. En ese momento, ni Rohde ni ningún otro representante de Sony pudieron dar una fecha de lanzamiento más específica, pero insinuaron que podría tardar un tiempo, refiriéndose a que el juego había «vuelto a la mesa de dibujo».
En abril de 2014, el director del juego, Paul Rustchynsky, afirmó que el retraso se debió al «menú dinámico» del juego. Este menú permite a los jugadores navegar rápidamente de un menú a otro, unirse a clubes, competir y realizar muchas otras actividades dentro del juego.
A principios de septiembre de 2014, Evolution Studios anunció un Pase de temporada de contenido descargable (DLC). El pase introduce 11 nuevos circuitos, 23 nuevos eventos y un automóvil nuevo cada mes hasta junio de 2015 (luego extendido hasta julio). El contenido descargable es tanto de pago como gratuito.
Los autos en el juego contienen un promedio de 260,000 polígonos. Antes del lanzamiento, Evolution Studios confirmó que Driveclub funcionaría a una resolución de 1080p y estaría limitado a 30 fotogramas por segundo.

### Poslanzamiento
Driveclub se lanzó en América del Norte el 7 de octubre, en Europa el 8 de octubre y en el Reino Unido el 10 de octubre de 2014. Sin embargo, el juego sufrió graves problemas en línea al momento del lanzamiento. Evolution Studios lanzó los primeros paquetes de contenido descargable premium (Ignition Expansion Pack y Photo-Finish Tour Pack) de forma gratuita para los jugadores afectados en noviembre. Fergal Gara, ejecutivo de PlayStation UK, se disculpó por el problemático lanzamiento del juego.
En de diciembre de 2014, Sony lanzó un parche que añadía un clima dinámico al juego. Esta función se retrasó hasta dos meses después del lanzamiento para incluir todas las mejoras climáticas que los desarrolladores querían.
En enero de 2015, Evolution Studios lanzó un nuevo parche que trajo varias características nuevas al juego, siendo la más destacada la introducción de Japón. Se añadieron un total de cinco pistas, incluidas Lake Shoji y Nakasendo.
En abril de 2015, como tributo a la serie MotorStorm, Evolution Studios lanzó un DLC especial gratuito que incluía el Wombat Typhoon.
En marzo de 2016, se lanzó su último DLC para el juego, Finish Line. Ese mismo día, Sony anunció que Evolution sería cerrado. Las actualizaciones posteriores para el juego serían creadas por otros estudios de Sony. Estas actualizaciones incluyeron el primer circuito urbano del juego, Old Town en Escocia (junto con seis variantes de ruta), y la física de manejo Hardcore, disponible a través del parche 1.26 el 11 de febrero de 2016, y cinco circuitos urbanos adicionales (uno en cada país), todos los cuales aparecieron primero en Driveclub VR, añadidos al juego a través del parche 1.28 el 31 de octubre de 2016.
Sony Interactive Entertainment anunció que los servicios en línea para Driveclub serían terminados el 31 de marzo de 2020, lo que significa que los jugadores ya no podrían acceder a las funciones en línea a partir de esa fecha. El juego, junto con sus paquetes de contenido descargable y expansiones independientes, fue retirado de la PlayStation Store a finales de agosto de 2019.

#### DRIVECLUB Bikes
Driveclub Bikes es una expansión independiente del juego en el que se centra en las motos. Se lanzó el 27 de octubre de 2015. Se centra principalmente en las motos y contiene las mismas modalidades del juego: Tour, evento único, evento aleatorio y multijugador. Igualmente se puede personalizar la moto y el piloto. El juego incluye 20 motos, ocho motos son de DLC.

## Edición PlayStation Plus
Los usuarios de PlayStation Plus pueden descargar una edición exclusiva de Driveclub de manera gratuita. Incluye todos los modos de juego y las funciones en línea de la versión física, pero tiene un número limitado de coches para el jugador. La edición de Playstation Plus se creó originalmente para ser lanzada en la misma fecha que la versión física de Driveclub, pero se retrasó para facilitar la carga y el tráfico de los servidores.

## Coches disponibles
El videojuego cuenta con una gran variedad de autos, divididos en distintas categorías, tales como compactos, deportivos, alto rendimiento, superdeportivos e hiperdeportivos.

## Banda sonora
La banda sonora oficial del juego fue producida por Hybrid. Fue lanzada en iTunes el 7 de octubre e incluye remixes de Noisia, Black Sun Empire y DJ Shadow.